# Jason Clarke
Jason Clarke (Winton, 1969. július 17. –) ausztrál színész.
2006 és 2008 között a Vértestvérek című bűnügyi drámasorozat főszereplője volt. 2022-től a Győzelmi sorozat: A Lakers dinasztia felemelkedése című, sport témájú drámasorozatban kapott főszerepet.
A filmvásznon gyakran alakít negatív szereplőket: feltűnt a Zero Dark Thirty – A Bin Láden hajsza (2012), Az elnök végveszélyben (2013), A majmok bolygója: Forradalom (2014), a Terminátor: Genisys (2015), az Everest (2015), a Mudbound (2017), Az első ember (2018) és a Kedvencek temetője (2019) című filmekben.

## Fiatalkora
A queenslandi Wintonban született és nőtt fel. Apja birkanyíróként dolgozott Dél-Ausztráliában, a Limestone Coast-i Padthaway nevű kis település mellett. Családja Észak-Queenslandben is élt, ahol Clarke az Ignatius Park College-ban végezte középiskolai tanulmányait. 1987-ben jogi tanulmányokba kezdett, de mielőtt befejezte volna azokat, a színészi pálya mellett döntött, és beiratkozott a Sydney Actor's Studio-ba. Ezután a melbourne-i Victorian College of the Arts-ban folytatta tanulmányait, és 1994-ben végzett.

## Magánélete
Cécile Breccia színésznő és modell férje, két gyermekük van.

## Filmográfia

### Film
| Év   | Magyar cím                                         | Eredeti cím                       | Szerep                        | Magyar hang       |
| ---- | -------------------------------------------------- | --------------------------------- | ----------------------------- | ----------------- |
| 1998 | Rejtélyes alkony                                   | Twilight                          | fiatal rendőr                 |                   |
| 1998 |                                                    | Praise                            | Frank                         |                   |
| 1999 |                                                    | Schmooze (rövidfilm)              | Band                          |                   |
| 1999 |                                                    | Kick                              | Nicholas Ratcliff             |                   |
| 2000 | Egy szót se!                                       | Our Lips Are Sealed               | Mac                           | Csőre Gábor       |
| 2000 | Kockázat                                           | Risk                              | Chris                         |                   |
| 2000 | A szexnél is jobb                                  | Better Than Sex                   | srác                          |                   |
| 2002 | 1200 mérföld hazáig                                | Rabbit-Proof Fence                | Riggs rendőr                  |                   |
| 2003 | Zsaru végveszélyben                                | You Can't Stop the Murders        | Slade                         |                   |
| 2004 |                                                    | Get Rich Quick                    | Fenris                        |                   |
| 2008 |                                                    | Hole in the Paper Sky (rövidfilm) | Howard Ferp                   |                   |
| 2008 |                                                    | Under Still Waters                | Andrew                        |                   |
| 2008 | Halálfutam                                         | Death Race                        | T. Ulrich                     | Czvetkó Sándor    |
| 2008 | Magánalku                                          | The Human Contract                | Julian Wright                 | Hevér Gábor       |
| 2009 | Közellenségek                                      | Public Enemies                    | John "Red" Hamilton           | Koncz István      |
| 2010 | Tőzsdecápák – A pénz nem alszik                    | Wall Street: Money Never Sleeps   | New York-i Fed vezetője       |                   |
| 2010 |                                                    | Trust                             | Doug Tate                     |                   |
| 2011 |                                                    | Yelling to the Sky                | Gordon O'Hara                 |                   |
| 2011 |                                                    | Swerve                            | Frank                         |                   |
| 2011 | Texas gyilkos földjén                              | Texas Killing Fields              | Rule                          | Anger Zsolt       |
| 2012 | Fékezhetetlen                                      | Lawless                           | Howard Bondurant              | Czvetkó Sándor    |
| 2012 | Zero Dark Thirty – A Bin Láden hajsza              | Zero Dark Thirty                  | Daniel Stanton                | Sarádi Zsolt      |
| 2013 | A nagy Gatsby                                      | The Great Gatsby                  | George Wilson                 | Schneider Zoltán  |
| 2013 | Az elnök végveszélyben                             | White House Down                  | Emil Stenz                    | Czvetkó Sándor    |
| 2014 | Jobb angyalok                                      | The Better Angels                 | Thomas Lincoln                |                   |
| 2014 | A majmok bolygója: Forradalom                      | Dawn of the Planet of the Apes    | Malcolm                       | Haás Vander Péter |
| 2015 | Kupák lovagja                                      | Knight of Cups                    | Johnny                        |                   |
| 2015 | A 44. gyermek                                      | Child 44                          | Anatolij Brodszkij            | Kardos Róbert     |
| 2015 | Terminátor: Genisys                                | Terminator Genisys                | John Connor / T-3000          | Czvetkó Sándor    |
| 2015 | Everest                                            | Everest                           | Rob Hall                      | Czvetkó Sándor    |
| 2016 | Csak téged látlak                                  | All I See Is You                  | James                         | Czvetkó Sándor    |
| 2017 | Mudbound                                           | Mudbound                          | Henry McAllan                 |                   |
| 2017 | HHhH – Himmler agyát Heydrichnek hívják            | The Man with the Iron Heart       | Reinhard Heydrich             | Fekete Ernő       |
| 2017 |                                                    | Chappaquiddick                    | Ted Kennedy                   |                   |
| 2018 | Szellemek háza                                     | Winchester                        | Eric Price                    | Fekete Ernő       |
| 2018 | Az első ember                                      | First Man                         | Edward White                  | Zöld Csaba        |
| 2019 | Vihar előtt                                        | Serenity                          | Frank Zariakas                | Kardos Róbert     |
| 2019 | Egy háború margójára                               | The Aftermath                     | Lewis Morgan                  | Debreczeny Csaba  |
| 2019 | Kedvencek temetője                                 | Pet Sematary                      | Louis Creed                   | Fekete Ernő       |
| 2020 | Mindig az ördöggel                                 | The Devil All the Time            | Carl Henderson                |                   |
| 2021 |                                                    | Silk Road                         | Rick Bowden ("Jurassic Narc") |                   |
| 2021 | A kétségbeesés órája                               | Lakewood                          | Greg Minor (hangja)           | Fekete Zoltán     |
| 2022 |                                                    | Black Site                        | Hatchet                       |                   |
| 2023 | Oppenheimer                                        | Oppenheimer                       | Roger Robb                    | Rátóti Zoltán     |
| 2023 | Zendülés a Caine hadihajón – Hadbírósági tárgyalás | The Caine Mutiny Court-Martial    | Barney Greenwald hadnagy      |                   |

### Televízió
| Év        | Magyar cím                                         | Eredeti cím                                  | Szerep                                  | Megjegyzések                                             |
| --------- | -------------------------------------------------- | -------------------------------------------- | --------------------------------------- | -------------------------------------------------------- |
| 1995      | Doktor Halifax                                     | Halifax f.p: Hard Corps                      | nyomozó                                 | 1 epizód                                                 |
| 1995–1999 | Kisvárosi zsaruk                                   | Blue Heelers                                 | Dean Crocker / Craig Dyer / Troy Harris | 4 epizód                                                 |
| 1996      |                                                    | Mercury                                      | Nathan Cohan                            | 2 epizód                                                 |
| 1996      | Halálbiztos diagnózis                              | Diagnosis: Murder                            | Rick "Slick" Brooks                     | 1 epizód                                                 |
| 1997      |                                                    | Knots Landing: Back to the Cul-de-Sac        | Willy                                   | minisorozat (2 epizód)                                   |
| 1997      | Szívtipró gimi                                     | Heartbreak High                              | Warren                                  | 1 epizód                                                 |
| 1998      |                                                    | Wildside                                     | Paul Moss nyomozó                       | 2 epizód                                                 |
| 1998      | Két pasi meg egy csajszi                           | Two Guys, a Girl and a Pizza Place           | Hank                                    | 1 epizód                                                 |
| 1998      | Vészhívás                                          | Murder Call                                  | Zac Hartman                             | 1 epizód                                                 |
| 1999–2000 | Szentek kórháza                                    | All Saints                                   | Eddie Furlong                           | 2 epizód                                                 |
| 2000–2003 |                                                    | Stingers                                     | Brett Linton / Oliver Jensen            | 7 epizód                                                 |
| 2001      | Startolj rá!                                       | Head Start                                   | Rogers rendőr                           | 1 epizód                                                 |
| 2001      |                                                    | The Bill                                     | Vinten ügynök                           | egy epizód                                               |
| 2002      | Otthonunk                                          | Home and Away                                | Christopher 'Kick' Johnson              | 5 epizód                                                 |
| 2002      | Kirekesztve                                        | The Outsider                                 | Ray Childress                           | tévéfilm                                                 |
| 2002–2003 |                                                    | White Collar Blue                            | Ray Jarvis                              | 2 epizód                                                 |
| 2003      | Csillagközi szökevények                            | Farscape                                     | Jenek kapitány                          | 4 epizód                                                 |
| 2003      |                                                    | BlackJack                                    | Tony Seaton (1973)                      | tévéfilm                                                 |
| 2006–2008 | Vértestvérek                                       | Brotherhood                                  | Tommy Caffee                            | - főszereplő (29 epizód) - magyar hangja: - Dévai Balázs |
| 2009      |                                                    | US Attorney                                  | Michael Ryan                            | tévéfilm                                                 |
| 2011      |                                                    | The Chicago Code                             | Jarek Wysocki                           | 13 epizód                                                |
| 2019      | Nagy Katalin                                       | Catherine the Great                          | Grigorij Patyomkin                      | minisorozat (4 epizód)                                   |
| 2022–2023 | Győzelmi sorozat: A Lakers dinasztia felemelkedése | Winning Time: The Rise of the Lakers Dynasty | Jerry West                              | főszereplő                                               |

## Fordítás
- Ez a szócikk részben vagy egészben  a   Jason Clarke című angol Wikipédia-szócikk fordításán alapul.  Az eredeti cikk szerkesztőit annak laptörténete sorolja fel. Ez a jelzés csupán a megfogalmazás eredetét és a szerzői jogokat jelzi, nem szolgál a cikkben szereplő információk forrásmegjelöléseként.